# Иван Ивић
Иван Ивић (Ивићеви, Црна Трава, 20. фебруар 1935) је психолог и професор универзитета.

## Биографија
Одрастао је у родном месту, основну школу завршио у Црној Трави, ниже разреде гимназије у Нишу, а више у Скопљу. Дипломирао је на Одељењу за психологију Филозофског факултета, у Београду 1959. године. На истом одељењу изабран је потом за сарадника на предмету Дечја психологија, затим, 1962. за асистента. 1975. године одбранио је докторску дисертацију са темом „Порекло и развој симболичке функције код деце“. Наредне године постаје ванредни професор за предмет „Развој ране психологије“, да би 1987. постао редовни професор Филозофског факултета, у Београду.
Његова докторска дисертација је објављена 1978. године у Нолитовој едицији „Сазвежђа“ под насловом „Човек као animal symbolicium“.
Све своје научно истраживање Иван Ивић је посветио интелектуалном развоју и способности за учење код деце. Био је управник Института за психологију, председник Програмског комитета Светске организације за предшколско васпитање, руководилац међународног пројекта „Антологија традиционалних дечјих игара“, који је реализован у оквиру Светске организације за предшколско васпитање и помоћ у УНЕСКО-у, представник Југославије у Комитету за образовање у ОЕЦД-у у Паризу, члан Просветног савета Србије, министар за науку у Панићевој Влади Србије и Црне Горе... Иницијатор је оснивања Савета за права детета Владе Србије и члан тог савета од оснивања 2004. до данас, руководилац радне групе која је израдила Национални план акције за децу, први стратешки документ у Србији у коме је дефинисана дугорочна политика државе према деци. Вишегодишњи је председник организације Пријатељи деце Србије, најстарије и најзначајније организације која се бави друштвеним положајем деце и њиховим правима.
Био је уредник библиотеке „Савремена психологија сазнања о детету“ у Заводу за уџбенике и наставна средства у Београду која је објављена у десет томова, те члан Уређивачког одбора „Психолошке библиотеке“ у Нолиту.
У свом дугогодишњем раду образовао је 42 генерације психолога, посебно у области развојне дечје психологије. Извео је 25 магистара и 25 доктора наука из области развојне психологије.
Објавио је преко 100 научних радова у домаћим и страним научним часописима и седам књига као самостални или као први аутор и низ приручника и упутстава везаних за наставу.
Живи и ради у Београду.

## Награде и признања
- Награда за животно дело Друштва психолога Србије, 2012;
- Награда Витез позива за аутономију професије, ЛЕX, 2009;
- Награда града Београда за најбоље дело у области образовања у 2009. за Ивић, И., Пешикан, А., Антић С., Водич за добар уцбеник;
- Француско одликовање „Chevalier des Palmes Academiques“ 2003;
- Медаља Јакоб Гогебашвили, национално одликовање у Грузији за заслуге у развоју образовања 1999;
- Орден рада са златним венцем за научну делатност у области уџбеника, 1985;
- Награда Борислав Стевановић за научни допринос развоју психологије, 1977, 1989 ;
- Награда Жижа Васић за популаризацију психологије, 1983;
- Октобарска награда града Београда за најбољи научни рад из друштвених  наука, за Ивић И., Милинковић М., Росандић Р. и Смиљанић В Мерење и развој интелигенције, I и II том,1976.

## Дела
- Човек као animal symbolicium, 1978, 1987, 2015, 2016;
- Развој појмова конзервације, Психологија, 1972;
- Ивић,И., Милинковић,М., Буквић,А., А.Пешикан, Тест за испитивање зрелости за полазак у школу (ТИП 1), 1987;
- Ивић, И. и сарадници, Васпитање деце раног узраста, Београд, 1983, 1986, 2010;
- Traditional Games and Children of today, са сарадницима, Београд 1986;
- Ивић, И., Лав С. Виготски: Profils of educators, Prospects,1989,1989;
- A Draft of a Necessary Curriculum Theory, у Towards a Modern Learner-centred Curriculum, Institut for Educational Research - УНЕСЦО-УНИЦЕФ,1996;
- Theories of Mental Development and Assessing Educational Outcomes (у Making Education Count: Developing and using International Indicators, ОЕЦД, 1998;
- Comprehensive Analyses of the System of the Primary Education in FR Yugoslavia, Уницеф, 2001;
- Ивић, И., Пешикан,А. и Антић, С, Активно учење 2 , УНИЦЕФ, 2001, 2002, 2003;
- Ивић, И., Пешикан,А. и Антић, С, Active Learning 2, УНИЦЕФ, 2003;
- Ивић, И., Пешикан, А., Антић С., Водич за добар уџбеник, 2008, 2009, 2012;
- Ивић, И., Пешикан,А., Антић, С.(2013). Textbook Quality. V&R Unipres Goetingen;
- Образовање и развојни проблеми Србије, 2014;
- Образовање као развојни ресурс Србије: стратешки поглед, у Образовање - развојни ресурс Србије, САНУ, 2015;
- Пешикан А. и Ивић,И., Widening the gap: inequity in Serbian education system, in Fifty years of tne Coleman Report, 2017;
- Printed and digital media: Printed and digital textbooks. CEPS Journal, 9(3), 25-49, 2019;
- Ивић,И, Пешикан, А. и Костић, А, Кључни подаци о образовању у Србији, САНУ, 2021;
- Мозг-мысль-слово, культурно-историческая психология, 2023, Казањ, том19.

## Превод на руски
- Человек как animal simbolicium: Развитие символических способностей, Казањ, 2016.

## Превод на енглески
- The Human as Animal Symbolicum: Origins of Symbolic Function, Springer, Švajcarska, 2024.